# Gonçalo Lobo Pereira Caldas de Barros
Gonçalo Lobo Pereira Caldas de Barros (Sabrosa, 26 de Março de 1887 — Ponta Delgada, 13 de Janeiro de 1968) foi um militar do Exército Português e político que, entre outras funções, foi governador civil do Distrito Autónomo de Angra do Heroísmo (1927-1928) e do Distrito Autónomo de Ponta Delgada (1929-1931).

## Biografia
Ligado à família dos barões de Provezende, foi oficial de Infantaria, tendo assentado praça em 1907.
Na sua carreira militar, foi promovido a alferes em 1911, a tenente em 1915, a capitão em 1918, a  major em 1937, a tenente-coronel em 1941 e a coronel em 1943 ( posto no qual passou à reserva em 1945) e reformou-se em 1957. Como tenente participou na Campanha de Moçambique contra os alemães. 
Foi feito membro da Ordem Militar de Avis com as insígnias de Oficial em 5 de outubro de 1922, durante a presidência de António José de Almeida, e de Comendador em 18 de setembro de 1944, durante a presidência de Óscar Carmona.
Prestou parte do serviço militar na guarnição da ilha de São Miguel, onde casou, com sua prima, Mathilde Luíza da Silveira Caldas de Barros, natural daquela ilha, filha de João Urbano da Silveira, razão pela qual se fixou em Ponta Delgada.
Filho destes, Gonçalo da Silveira Caldas de Barros, casou com D. Maria Paula de Medeiros Rodrigues, filha de José Ernesto Rodrigues e de sua esposa D. Evelina de Medeiros Rodrigues, da ilha de São Miguel. Deste casal nasceram duas filhas, D. Maria Helena, nascida a 14 de outubro de 1943 e D. Maria Margarida.
Apoiante da Revolução Nacional, foi nomeado pelo governo da Ditadura Nacional para o cargo de governador civil do Distrito Autónomo de Angra do Heroísmo, cargo que exerceu de 31 de Outubro de 1927 a 19 de Novembro de 1928. No ano seguinte foi nomeado para igual cargo no Distrito Autónomo de Ponta Delgada, exercendo o cargo de 2 de Julho de 1929 a 17 de Junho de 1931.